# Retable de San Marco
Ne doit pas être confondu avec Pala di San Marco.
Le retable de San Marco  (en italien : Pala di San Marco  ou Incoronazione della Vergine con i santi Giovanni Evangelista, Agostino, Girolamo ed Eligio) est une peinture religieuse de Sandro Botticelli, datant de 1488-1492 environ, conservée au musée des Offices à Florence.

## Histoire
L'œuvre commandée vers 1488- 1490 par l'Arte degli Orafi, a été réalisée pour la chapelle de Sant'Alò qui était située sur l'envers à gauche de l'entrée de la basilique San Marco de Florence.
L'œuvre obtint un franc succès ; en effet elle a été citée par Albertini en 1510, Antonio Billi, Anonimo Gaddiano et Vasari dans les éditions des Vite.
Quand la basilique a été restructurée par Giambologna, la chapelle a été cédée à Alessandro Brandolini qui la fit reconstruire en 1596, en y opposant la Transfiguration de Giovanni Battista Paggi. Le retable de Botticelli fut transposé dans le chapitre du couvent comme ont pu le constater  Cinelli, Rosselli, Del Migliore et Bottari.
La perte de la corniche originale date probablement de cette époque. Celle-ci a été remplacée par la suite par une autre finement sculptée qui provenait de l'église Santa Maria dei Battilani.
À la suite des « suppressions »  napoléoniennes de 1808, le retable fut transféré à la  Galleria dell'Accademia pour le besoin des étudiants en art et fut restaurée pour la première fois en 1830 par Francesco Acciai.
À partir de 1919, à la suite de la réorganisation des collections d'État à Florence, le retable a été transféré aux Offices où il a été de nouveau restauré en 1921 par Fabrizio Lucarini qui a repeint la veste verte du troisième ange de gauche qui était perdue.
En 1990 dans l'atelier du restaurateur florentin Fortezza da Basso, se termina une méticuleuse restauration « capillaire » mettant en œuvre des techniques modernes qui eut pour mérite de stabiliser le support en bois qui, à cause de soulèvements, mettait en danger la surface peinte en provoquant détachements et écaillage de la peinture.
Quelques doutes ont été émis quant à l'attribution de certaines parties de l'œuvre à Botticelli, en particulier les vestes des saints et du paysage. La prédelle à cinq compartiments, elle, est généralement reconnue comme étant de la main de l'artiste.
Il existe deux dessins préparatoires de l'œuvre : un ange volant (Collection privée, Bologne) et un ange debout (Gabinetto dei Disegni e delle Stampe degli Uffizi, no 202E)).
Il existe aussi deux copies retenues d'« atelier » avec ajout de donateurs : une dans la collection John Bass à New York et une autre au Kunstmuseum de Bâle.

## Thème
L'œuvre représente un des thèmes de la  représentation de la Vierge Marie  traité dans l'iconographie chrétienne celui nommé  « Couronnement de la Vierge ».

## Description

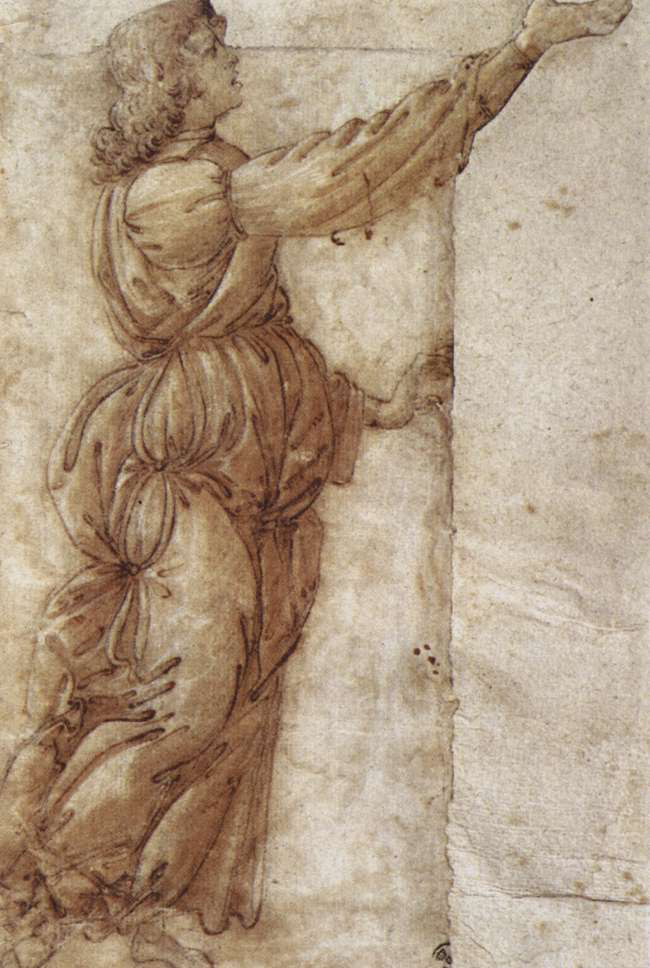
Dessin préparatoire avec ange (Gabinetto dei Disegni e delle Stampe).

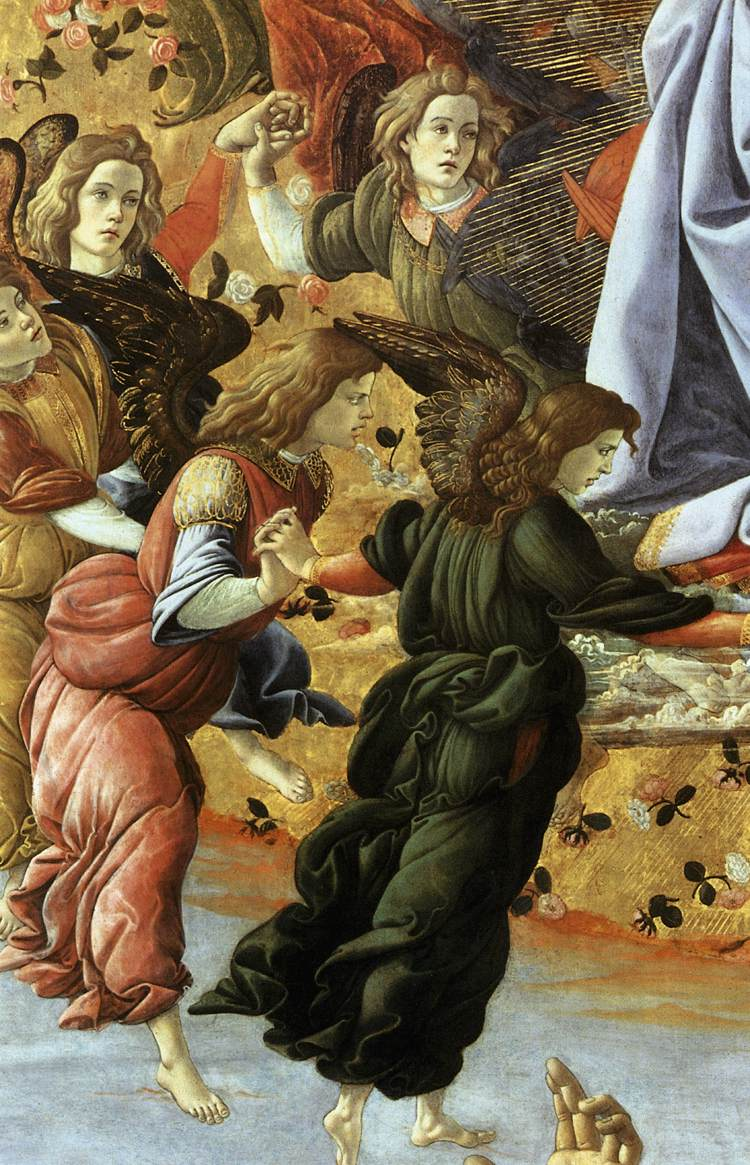
Détail d'un des anges.

L'œuvre est articulée sur deux registres, un céleste au haut cintré (centinata) et un terrestre situé dans le bas du cadre de la composition.
Le registre céleste affiche  le Couronnement de la Vierge par Dieu le père la bénissant, dans une mandorle  d'un double couronnement, coloré de rouge et de brun à l'extérieur, de quatorze séraphins, entourée d'anges   répandant des roses blanches et rouges sur les côtés, et d'autres, sur le devant, constituant une ronde par leurs mains.
Le registre  terrestre, affiche les quatre saints Jean apôtre, Augustin, Jérôme et Éloi devant un paysage sans vie.
La différence entre les deux registres est appuyée  par le paysage lacustre du fond doré s'opposant au registre doré du haut.
Il s'agit d'un des exemples les plus connus de la « crise mystique » qui frappa l'artiste avec l'arrivée dans la cité de Florence de Jérôme Savonarole, provoquant un profond retournement  culturel et artistique qui porta Botticelli à abandonner les sujets profanes et en proposant à nouveau les sujets alors dépassés des premiers maîtres florentins.
La scène du « Couronnement » semble être inspirée de Fra Angelico, même si les différences par rapport au modèle restent évidentes : illumination incisive, grande plasticité des figures surtout dans les drapés volumineux, les attitudes sont souples, presque pathétiques dans leurs expressions, la variété des poses des anges bien que dictées par des règles de symétrie, est fortement accentuée.
Quelques particularités révèlent une virtuosité certaine : les rayons de la lumière dorée qui se diffusent depuis le centre du groupe sacré entre Marie et Dieu le père coiffé d'une tiare papale et qui passent devant l'ange dansant, suggérant un arrière-plan spatial.
En bas, les saints ont une expression marquée, avec un contraste fort et une plasticité marquée. Saint Jean tient ouvert son livre de révélations de l'Apocalypse et indique le ciel, comme pour indiquer l'attente de la révélation (le livre est encore vierge de toute écriture), tandis qu'Augustin écrit, Jérôme en habit de cardinal regarde stupéfait la scène, et Éloi regarde vers le spectateur le  bénissant.

## Analyse
La suprématie de Jean est à mettre en relation avec les sermons apocalyptiques de Savonarole, qui à l'époque secouaient les consciences florentines et qui peu après allaient provoquer l'expulsion des Médicis de la ville (1494).
La différence de traitement entre les deux arrière-plans est aussi très importante : une profusion de gloire dans le registre céleste et, dans le céleste, désertique, avec ses rochers désolés, ses étendues d'eaux, mettant en évidence l'attraction du premier et le rebutant du second.
La clarté et la rationalité du XVe siècle semblent désormais dépassées au profit d'une disposition plus libre des personnages qui se développera au XVIe siècle, signe de la crise touchant les représentations de l'époque.

### La prédelle
les cinq épisodes de la prédelle (dimension totale : 21 × 268 cm) décrivent les scènes de vie des saints représentés sur les tablettes et une 'Annonciation en gloire de Marie :
- Saint Jean apôtre à Patmos
- Saint Augustin dans son cabinet de travail
- L'Annonciation
- Saint Jérôme pénitent dans le désert
- Le Miracle de saint Éloi

Il s'agit d'épisodes dont la représentation est traditionnelle, composés avec une forte vivacité confortant l'attribution au maître.
- Saint Jean apôtre est représenté sur l'île de Patmos, entouré de gros rochers tandis qu'il écrit l'Apocalypse.
- Saint Augustin est dans sa cellule, parmi les livres débordant d'une niche comme une petite nature-morte, tandis qu'il reçoit, par une porte située sur sa droite, l'illumination surnaturelle dite de la « vision de saint Jérôme », lui annonçant sa mort imminente. On peut noter les lignes encore bien visibles utilisées afin de créer la mise en page de la  perspective. La composition annonce celle du retable de saint Augustin dans sa cellule (Galerie des Offices- 1490).
- L'Annonciation se déroule dans une chambre également dépouillée avec une ouverture centrale donnant sur un paysage. Même dans ce cas, le schéma dépouillé et contracté a été utilisé par la suite pour le retable de L'Annonciation (Offices - 1489).
- Saint Jérôme est représenté, contrairement au tableau principal, portant ses habits d'ermite dans sa retraite au désert. Il tient la pierre de la main avec laquelle il frappe son torse en signe de pénitence et par terre se trouve un livre, symbole de son activité de chercheur. Sa tiare de cardinal est attachée à une petite branche desséchée accrochée à  la roche à gauche.
- Le Miracle de saint Éloi où l'on voit le saint assister Jésus, déguisé en forgeron, ferrant la jambe d'un cheval, qu'il a détachée de son corps sans que l'animal ne meure ni ne saigne.

Éléments de la prédelle du retable de San Marco.
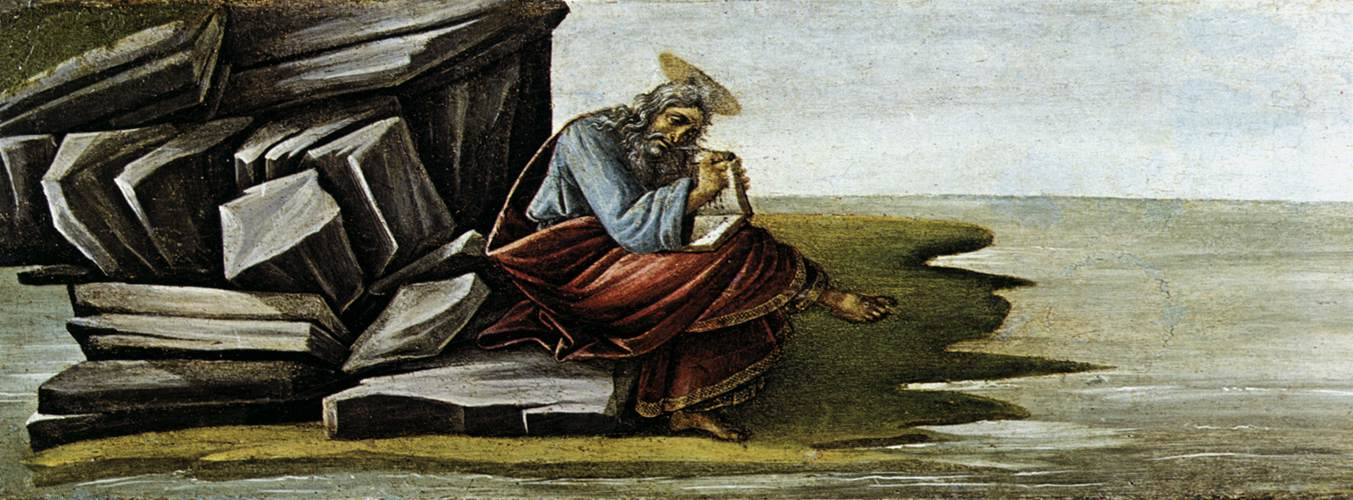
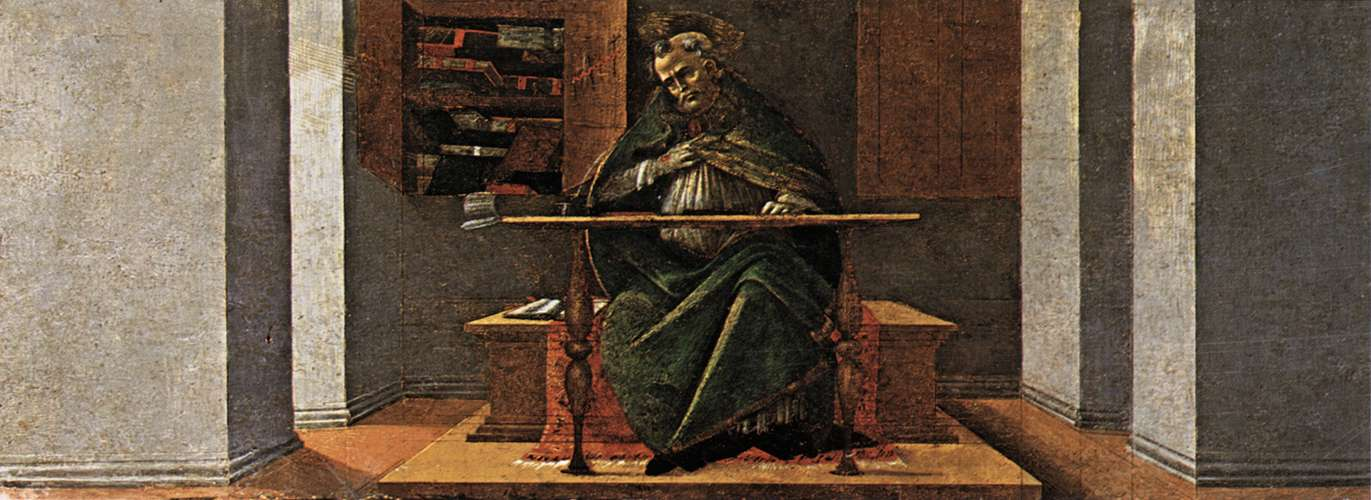
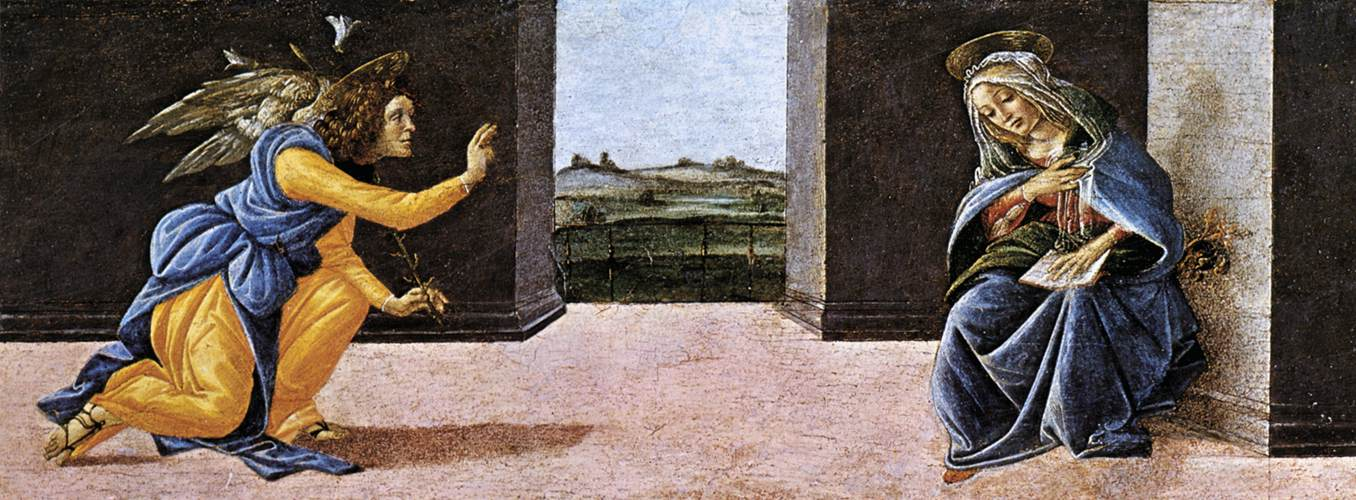
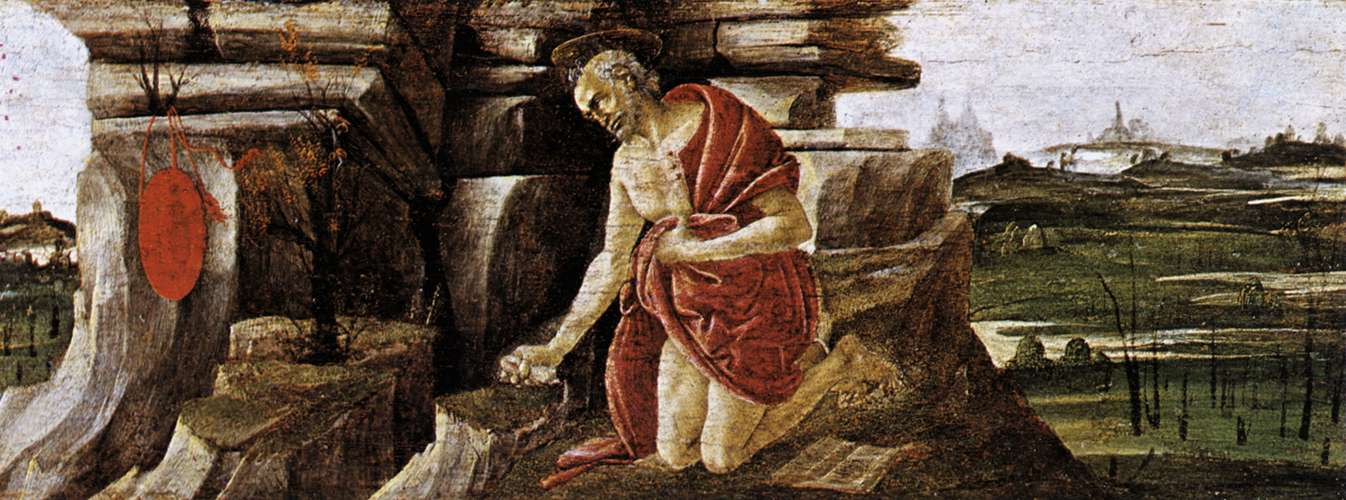
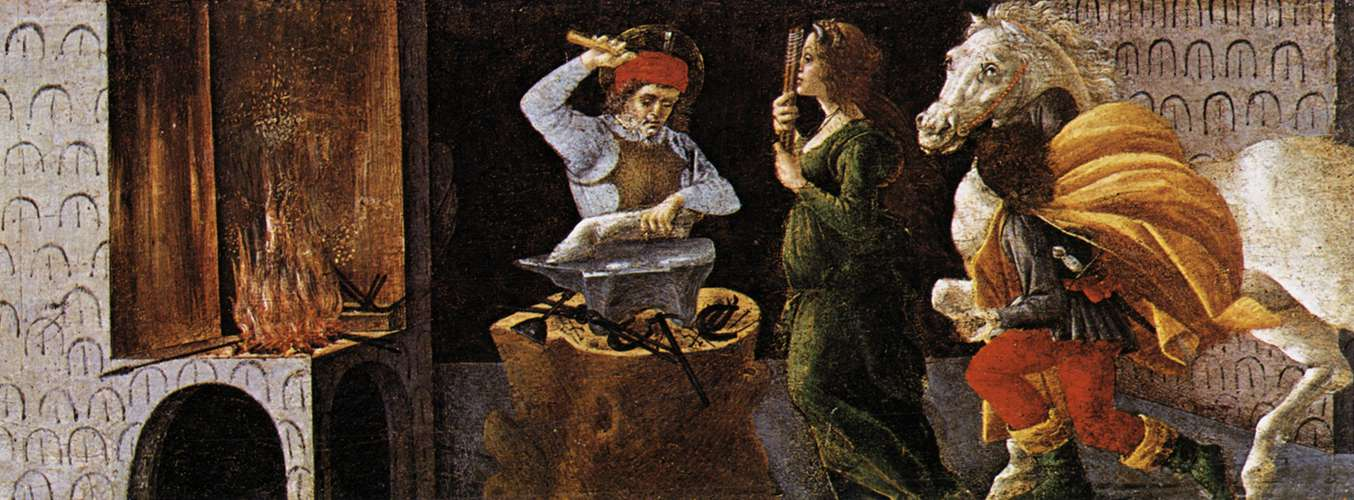

## Sources
- (it) Cet article est partiellement ou en totalité issu de l’article de Wikipédia en italien intitulé « Pala di San Marco (Botticelli) » (voir la liste des auteurs).